# Винищи
Винищи — деревня в Кадомском районе Рязанской области. Входит в Кущапинское сельское поселение.
Расположена в левобережной пойме Мокши в 3 км к северо-востоку от Кадома, в 175 км к востоку от Рязани. Вокруг деревни обширные заливные луга со старицами.
Вблизи деревни проходит автодорога Кадом — Темников.
| 1983 | 2010 |
| ---- | ---- |
| 30   | ↘8   |